# Koalice za rovné manželství

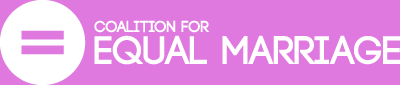
Logo

Koalice za rovné manželství je britská kampaň z r. 2012 vedená gay párem Conorem Marronem a Jamesem Lattimore, jejímž cílem bylo zpřístupnění občanského sňatku pro páry stejného pohlaví. Její vznik byl protireakcí na křesťanskou skupinu Koalice za manželství, která byla naopak proti legalizaci stejnopohlavního manželství ve Velké Británii.
Na webových stránkách kampaně stojí, že poté co Lattimore četl článek BBC News týkající se Koalice za manželství a komentář lorda Careyho: "Zjevný úmysl redefinovat manželství, kterého jsme v těchto dnech svědky, není jeho posílením, nýbrž útokem na jeho podstatu a význam." Lattimore a jeho partner začali pracovat na tvorbě webových stránek s napodobeninami Koalice za manželství, které pak o den později propojili s kampaněmi na sociálních sítích Facebook a Twitter. O deset dní později získali 10 000 příznivců a 40 000 v dubnu 2012.

## Podpis Nicka Clegga
Mezi příznivce Kampaně za rovné manželství patřil i vicepremiér Nick Clegg, který podepsal její petici, a v rozhovoru pro The Independent prohlásil, že otázku není zda, nýbrž jak zrovnoprávnit manželství v Anglii a Walesu.
Conor Marron, spoluzakladatel Koalice za rovné manželství, poděkoval Nicku Cleggovi za jeho podporu a vyjádřil se ke všem členům parlamentu, kteří vyjádřili svůj postoj k tématu.

## Sponzoři
Koalice za rovné manželství je sponzorována nespočtem organizací, včetně LGBT organizací, skupin bojujících se šikanou, charit, politických stran, lidskkoprávních skupin, aktivistů, náboženských skupin, komunitních skupin a i médii.

### Sekulární a humanistické organizace
- British Humanist Association
- The Gay & Lesbian Humanist Association
- Humanist & Secularist Liberal Democrats
- National Secular Society
- Pink Triangle Trust
- Rationalist Association

### LGBT a lidskoprávní organizace
- Consortium
- LAGLA Lesbian and Gay Lawyers
- NUSLGBT
- Peter Tatchell Foundation
- The Rainbow Project
- Scottish Transgender Alliance
- Stonewall
- T-Form

### Univerzitní a komunitní skupiny
- GRIN
- LGBT Union
- Metro
- NUSScotlandLGBT
- Proud Voices
- Pink Singers
- Space Youth Project

### Politické skupiny
- LGBT Labour
- LGBT+ Liberal Democrats
- LGBTIQ Green Party
- LGBTory
- Liberal Youth Scotland

### Média
- Attitude magazine
- Bi Community News magazine
- Gay Times magazine
- Gaydar
- Gaydar Radio radio station
- Gaydio radio station
- PinkNews online newspaper
- Polari Magazine
- The Pod Delusion
- So So Gay

### Náboženské organizace
- KeshetUK
- Lesbian Gay Christians
- Liberal Judaism (United Kingdom)
- MCC Metropolitan Community Church of North London
- Neo-Druidism
- OneSpirit Interfaith Organization
- Sarbat.net, LGBT Sikh organisation
- Wicca

## Politický marketing
Mike Buonaiuto vytvořil virální reklamu na podporu kampaně C4EM na konci dubna 2012, která byla přístupná po vyřešení online hlavolamu. V něm jsou také odkazy na fotografie z projevu Davida Camerona na konferenci Konzervativní strany v r. 2011, kde řekl následující: "Nepodporuji gay manželství navzdory tomu, že jsem toryovec, nýbrž právě protože jím jsem.
25. dubna 2012 byl zveřejněn Bounaiutův krátkometrážní film na podporu vládních plánů dát LGBT lidem rovný přístup k občanskému sňatku. Video ukazuje členy britské armády vracející se domů ke svým rodinám, přičemž se u jednoho znovushledání otevře otázka manželství mezi osobami stejného pohlaví. Argument, který ze spotu vychází, se nese v duchu, zda homosexuálové a heterosexuálové dokáží v armádě táhnout za jeden provaz, když budou mít oba možnost milovat své bližní stejně. Všechny podporující strany vyjádřily filmu svojí přízeň a PinkNews jej okamžitě zveřejnily na svých stránkách.  Za méně než jeden týden měl 500 000 zhlédnutí.